# 静かなドン (列車)

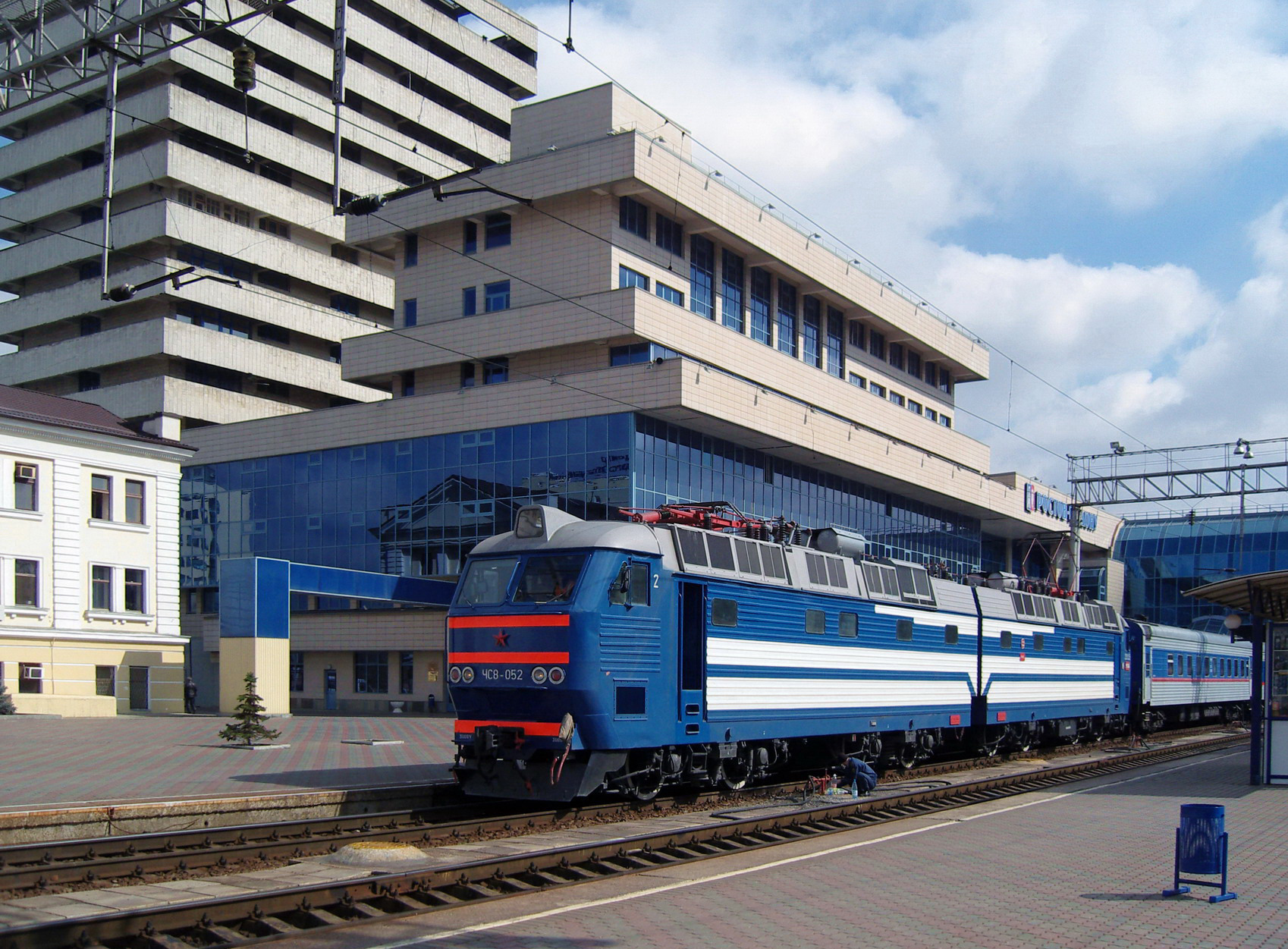
ロストフ・ナ・ドヌのRostov-Glavny駅に停車中の「静かなドン号」

静かなドン号はモスクワのカザンスキー駅とロストフ・ナ・ドヌのRostov-Glavny駅を結ぶロシア鉄道の寝台列車である。ドン川流域を走行することから、ソ連を代表する小説家ミハイル・ショーロホフの大作『静かなドン』の舞台にちなんで名付けられた。

## 概要

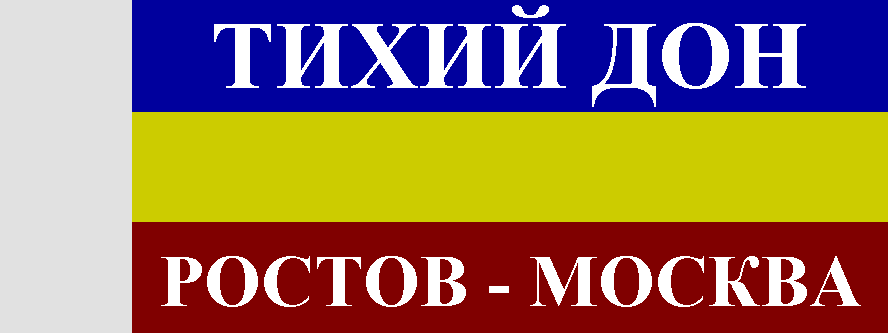
「静かなドン号」の旗

レオニード・ブレジネフ時代の1966年1月に運行が開始された。モスクワからロストフ・ナ・ドヌまでの1,223kmを約18時間かけて走行する。列車の旗はロストフ州の州旗に似ている。

## 停車駅
- モスクワ (カザンスキー駅)
- リャザン
- ミチュリンスク
- グリャジ
- ヴォロネジ
- リスキ
- ロソシ
- ミレロヴォ
- カメンスク・シャフチンスキー
- リハヤ
- シャフトナヤ
- ノヴォチェルカッスク
- ロストフ・ナ・ドヌ